# Gebeco
Gebeco GmbH & Co. KG (Gesellschaft für internationale Begegnung und Cooperation GmbH & Co. KG) mit Sitz in Kiel ist mit rund 60.000 Gästen und 119 Mio. Euro Umsatz (2018/19) ein Reiseveranstalter von Studien- und Erlebnisreisen. Die im Portfolio enthaltenen weltweiten Erlebnisreisen, Studienreisen, Privat- und Aktivreisen sowie englischsprachigen Adventure-Trips stellen Begegnungen mit fremden Menschen und Kulturen in den Mittelpunkt.

## Geschichte
Ury Steinweg gründete 1978 Gebeco mit seinem damaligen Partner, um Kurzreisen nach Osteuropa anzubieten. Zwei Jahre später erweiterten sie das Angebot durch außereuropäische Reisen. 1985 reisten die ersten Gäste mit Gebeco nach Peking. Als erster ausländischer Reiseveranstalter eröffnete Gebeco 1993 ein Büro in China. 1998 stieg TUI Deutschland als Gesellschafter bei Gebeco ein. 2005 erschienen erstmals die Kataloge für Wander- und Radreisen. 2008 erweiterte Gebeco sein Portfolio an Rundreisen mit Adventure-Trips by Gebeco für eine jüngere Zielgruppe. Als erster größerer deutscher Reiseveranstalter erhielt Gebeco 2011 das Nachhaltigkeits-Siegel „CSR-Tourism-certified“ der Zertifizierungsgesellschaft TourCert.

## Gesellschaft, Gesellschafter
In Kiel arbeiten rund 200 Mitarbeiter bei der Gebeco in Kooperation mit Geschäftspartnern in der ganzen Welt. Zudem sind weltweit etwa 300 Reiseleiter im Einsatz. Gesellschafter sind mit 50 % ABC Invest/Ury Steinweg und mit 50 % TUI Deutschland GmbH.

## Produkte und Marken
Gebeco bietet Rundreisen in der Gruppe an. Der Schwerpunkt liegt auf geführten Erlebnis- und Studienreisen. Weitere Angebote sind Wander- und Radreisen. 2008 kamen zudem englischsprachige Abenteuerreisen in internationalen Gruppen hinzu. Reisen für Sondergruppen sowie Privatreisen finden sich ebenfalls im Programm. 

## Nachhaltigkeit und Menschenrechte
Als Reiseveranstalter erhielt Gebeco 2019 zum fünften Mal das Nachhaltigkeits-Siegel der Zertifizierungsgesellschaft TourCert; ein neuer Nachweis wird alle drei Jahre gefordert. Gebeco ist Gründungsmitglied der deutschen Nachhaltigkeitsinitiative Futouris. Seit 2012 ist Gebeco Mitglied der Initiative Roundtable Human Rights in Tourism, die als Ziel die Förderung der Menschenrechte im Tourismus hat. Gebeco leistet in Urlaubsländern finanzielle und konzeptionelle Unterstützung für Schul- und weitere Projekte. Als Ziele werden „Regionale Wertschöpfung erhöhen“ und „Hilfe zur Selbsthilfe“ genannt.

## Auszeichnungen
- Das Reisemagazin GEO Saison zeichnete Gebeco in den letzten Jahren (2005, 2006, 2007, 2010, 2017, 2018) mehrfach mit der Goldenen Palme für innovative Reisekonzepte aus.
- Travel One Kompass zeichnete den Reiseveranstalter 2008, 2009, 2015 und zuletzt 2016 für die Erlebnis-Kreuzfahrten mit Hapag-Lloyd Cruises aus.
- Weitere Auszeichnungen (Auswahl) erfolgten:
  - durch den Spain Tourism Award Best Ager[3]
  - 2020 mit dem Spain Tourism Award für „Reiseveranstalter – Kultur-und Rundreisen“[4]
  - Columbus Ehrenpreis 2020 der Vereinigung Deutscher Reisejournalisten für Firmengründer Ury Steinweg[5]
  - Ury Steinweg erhält 2019 den VDRJ-Ehrenpreis
  - 2022: TheCode und ECPAT erkennen das Engagement von Gebeco im Bereich Kinderschutz offiziell an und nehmen Gebeco als TheCode Mitglied auf.
  - 2024: Ury Steinweg erhält Polnische Ehrenmedaille „Bene merito“

## Beteiligungen
In Deutschland
- Creativ Werbe- und Beratungsgesellschaft, Kiel[6]

International
- All Pacific Travel Concept (APTC)[6]
- African Travel Concept (ATC)[6]